# جون ويليس ستوفال
جون ويليس ستوفال (بالإنجليزية: John Willis Stovall)‏ هو عالم أمراض وجيولوجي أمريكي، ولد في 1891، وتوفي في 1953.